# Renovating Diverse City
Renovating Diverse City é o quarto álbum do cantor Toby McKeehan, lançado a 25 de Agosto de 2005.
Todas as faixas são remixes do álbum anterior, Welcome to Diverse City, com a exceção de duas novas canções. O disco atingiu o nº 162 da Billboard 200 e o nº 7 do Top Christian Albums.
| Críticas profissionais                                                      | Críticas profissionais |
| Avaliações da crítica                                                       | Avaliações da crítica  |
| Fonte                                                                       | Avaliação              |
| --------------------------------------------------------------------------- | ---------------------- |
| Jesus Freak Hideout                                                         | [ 2 ]                  |
| Allmusic                                                                    | [ 3 ]                  |
| Esta tabela precisa de ser acompanhada por texto em prosa. Consulte o guia. |                        |

## Faixas
1. "Getaway Car" [Jazzadelic Freemix] - 3:40
2. "The Slam" [D Dubb Remix] - 3:49
3. "Diverse City" [Club-A-Dub Remix] - 4:24
4. "Burn for You" [Shortwave Radio Mix] - 3:24
5. "Hey Now" [D Dubb Remix] - 3:40
6. "Phenomenon" [Blanco E Chegro Mix] - 3:39
7. "Gone" [Long Gone Remix] - 3:35
8. "Intruding Again" [mix] - 1:55
9. "Catchafire" [White Rabbit Mix] - 3:41
10. "Ill-M-I" [Dutch Mix] - 3:47
11. "Atmosphere" [Ambiente Mix] - 4:19
12. "West Coast Kid" - 4:44 (Faixa nova)
13. "Burn for You" - 8:17 (Faixa nova)